# Oberpfaffenhofen

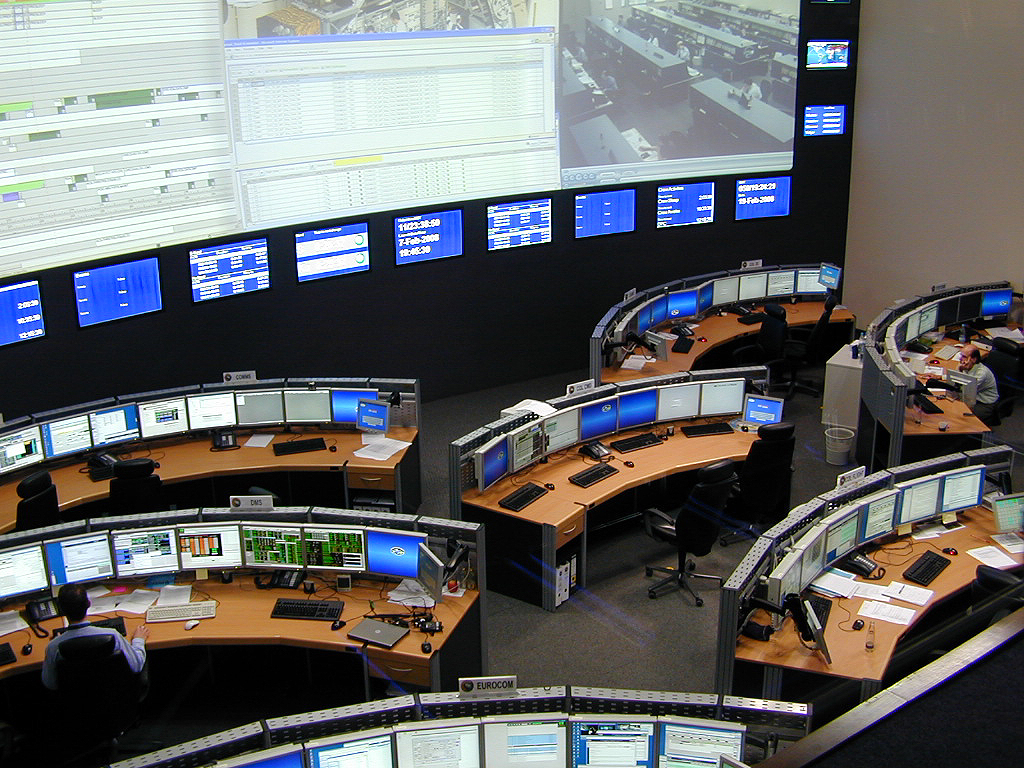
German Space Operations Center (GSOC) Oberpfaffenhofen

Oberpfaffenhofen är en by i kommunen Wessling i Landkreis Starnberg i delstaten Bayern i Tyskland. Den tyska rymdstyrelsen Deutsches Zentrum für Luft- und Raumfahrt  har flera forskningsinstitutioner här, och ESA kommer att ha en av två kontrollstationer för navigationssystemet Galileo placerad här.
- Wikimedia Commons har media som rör Oberpfaffenhofen.